# Astavakra sexmucronata
Astavakra sexmucronata är en spindelart som först beskrevs av Simon 1893.  Astavakra sexmucronata ingår i släktet Astavakra och familjen krusnätsspindlar.
Artens utbredningsområde är Filippinerna. Inga underarter finns listade.